# Яфран
Яфран (араб. يفرن) — місто у Лівії, муніципалітет Ель-Джабал-ель-Ґарбі. 

## Загальні відомості
Місто знаходиться у західній частині гір Нафуса (північний захід Лівії), в Триполітанії. До столиці Лівії міста Триполі — 111 км., до столиці муніципалітету Ель-Джабал-ель-Ґарбі міста Ґар'ян — 47 км.
Назва міста походить від імені берберського племені Yefren. До 2007 року Яфран було столицею ліквідованого муніципалітету Яфран. Населення складає 13 939 чоловік (за даними на 2011).

## Клімат
У Яфрані панує семіаридний клімат. Опади у місті Яфран незначні. Середньорічна температура в місті Яфран — 18.8 °C. У рік випадає близько 218 мм опадів. Найпосушливіший місяць - липень. Більша частина опадів випадає у січні, в середньому 50 мм. Найтепліший місяць року — липень з середньою температурою 27.9 °C. Середня температура у січні — 8.7 °C. Це найнижча середня температура протягом року. Різниця кількісні опадів між  найсухішим та найвологішим місяцем — 50 мм. Середня температура змінюється протягом року на 19.2 °C.

## Громадянська війна у Лівії
Під час Громадянської війни у Лівії, мешканці міста виступили проти Каддафі.
6 квітня 2011 повстанці захопили місто. У відповідь, каддафісти облягали (перекрили водопостачання, заблокували підвезення продовольства у місто) і бомбардували місто. За місто йшли бої (Яфран обороняло не менше 500 повстанців). Бої в місті йшли з використанням танків і артилерії.
2-6 червня 2011 місто повністю було очищене від каддафістів.